# 평남기계종합공장
3월16일공장(3月16日工場) 또는 평남기계종합공장(平南機械綜合工場)은 평안남도 평성시에 위치한 자동차 공장이다. 미국은 ICBM 조립 공장으로 파악하고 있다.

## 역사
평성시 주민들은 '3.16엔진공장'과 '9.19조립공장'을 하나로 합쳐서 태백 자동차 공장(太白自動車工場)이라고 부른다. 그러나 공식적인 명칭은 아니다.
평안남도 평성시에 소재하며 1960년대 말에 건설되었음을 알수가 있다. 
주로 군용 화물 차량을 생산하는 공장으로 4톤급태백산호를 기본 차종으로 하고 이 공장은 일명 태백산호 공장 또는 3월 16일공장으로 불리기도 하였으며 1981년 10월 확장 공사를 완공하였으며 1999년과 2004년 6톤 트럭과 10톤 트럭을 각각 생산한 것으로 평가되었음을 알수가 있다.
현재는 많이 노후화가 되었으며 특히 1996년 고난의 행군으로 인하여 결국 가동이 중지가 되었음을 알수가 있고 특히 수리를 전문으로 하는 공장이었음을 알수가 있다.

## 개건 현대화 과정
김정은은 이때 2017년 10월에 3월 16일 공장을 방문하여 직장들을 둘러보았음을 알수가 있었는데 이때 종합 가공 직장과 제관 직장, 총조립직장등을 방문을 하였는데 결국 많은 질책을 하였음을 알수가 있었고 마침 원격 제어기 컨베이어로 되어 있는 것과 컨베이어 벨트로 이루어져 있는 것을 보고 많은 조립 라인의 무인화와 특히 가공 라인의 무인화 등  1단계 개건 목표를 삼아 조립 라인의 무인화와 가공 라인의 무인화를 강조하여 개건 명령을 내렸다.
그리고 후방 사업을 목표로 삼아 월급 인상등에 주요 목표를 삼으라고 일침을 하였고 특히 많은 설비를 CNC화를 하라고 지시를 내렸다.
2018년부터 개건 현대화 과정을 들어가서 도색 작업과 특히 희천공작기계종합공장등 많은 곳에 CNC 공작기계들을 들어와서 보급을 하고 특히 가공 라인의 무인화 작업과 특히 조립라인의 무인화 과정을 개건하고 특히 산업용 로봇 등을 들여와서 통합 생산 체계를 구축하여 개건 현대화 과정을 완비하였다.
그리하여 2019년 6월 2일 김정은은 3월 16일 공장에서 평남기계종합공장으로 변경된 기업소를 방문하여 특히 보고 감격하여 1단계 현대화 과정이 많이 좋아졌고 특히 로봇화와 가공 라인의 무인화 과정이 되어 있는 것에 감격하였다.
더욱 개건 현대화 과정을 밟아서 무인화 과정을 완성 시키라고 조언을 함과 동시에 생산 목표를 크게 잡으라고 하였으며 현재 1만 대의 자동차 생산 목표를 잡고 있는 가운데 조립라인의 무인화 과정을 개건하고 있음을 알수가 있고 특히 가공 라인의 무인화 과정을 거의 완료가 되었다.

## 비핵화 조치
- 2017년 11월 29일 - 평안남도 평성시에서 ICBM 화성 15호 최초 시험발사
- 2018년 2월 8일 - 건군 70주년 열병식 때 ICBM 화성 15호 등장
- 2018년 4월 27일 - 2018년 1차 남북정상회담, 김정은 위원장이 1년 이내에 완전한 비핵화 약속
- 2018년 5월 24일 - 풍계리 핵 실험장 폭파, 미국 기자 초청
- 2018년 5월 26일 - 2018년 2차 남북정상회담
- 2018년 6월 12일 - 싱가포르에서 2018년 북미정상회담
- 2018년 7월 20일 - ICBM 시험 발사장인 서해 위성 발사장 해체 시작, 미국 정찰위성 확제인
- 2018년 7월 20일 - ICBM 화성 15호 조립 공장인 평안남도 평성시 3월 16일 공장 사라짐, 미국 정찰위성 확인
- 2018년 9월 9일 - 70주년 정권수립일(9·9절) 열병식 때 ICBM 화성 15호 등장안함